# Mousos
Mousos (altgriechisch Μοῦσος) war ein griechischer Bildhauer unbestimmter Zeit.
Er ist nur von dem Bericht des Pausanias bekannt, nach dem sich im Zeusheiligtum in Olympia eine von ihm geschaffene Bronzestatue des Zeus befunden hat. Die Statue stand auf einem ebenfalls aus Bronze bestehenden Piedestal neben dem Doppelaltar des Zeus Laoitas und des Poseidon Laoitas. Östlich des Zeustempels, wo sich der Altar befunden haben soll, wurde ein Fundament ausgegraben, bei dem es sich um das Fundament der Statue handelt könnte.
Der Name Mousos findet sich abgesehen von Pausanias nur noch in einer Inschrift aus Sikyon, was als Indiz für die Herkunft des Mousas aus dieser für seine Bronzebildner bekannten Stadt gesehen wird.